# Архітектура Болгарії
Архітектура Болгарії — сучасні та історичні пам'ятки, що мають архітектурну та історичну значимість; сформувалася у північно-східній частині Балкан, де віддавна жили фракійські племена та була мережа грецьких колоній-полісів.

## Середовище

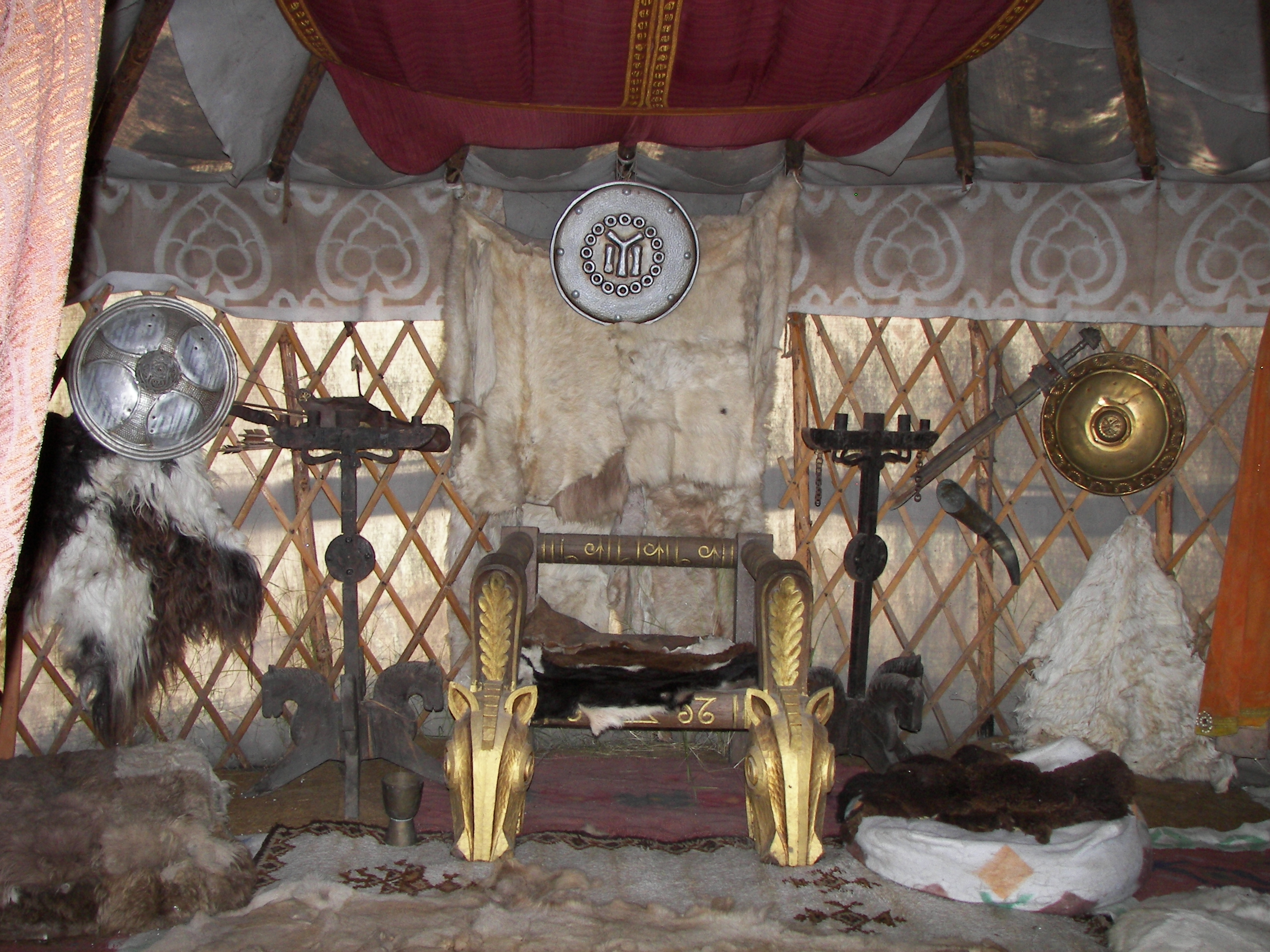
Етнографічний комплекс "Фанагорія"

І століття по Різдву Христовому тут поширилася влада Римської імперії. На початку VII у цей край з півночі, з-за Дунаю, переселилися слов'яни. У середині того ж століття сюди прийшли з Приазов'я праболгари. Тут племена змішалися і після успішної війни проти Візантії утворили державу 680.
865 Болгарія прийняла християнство. Історично Болгарське царство в добу свого найвищого розвитку за царя Симеона (893–927) охоплювало цілий Балканський півострів, сама Болгарія була суперником Візантійської імперії.
Монументальна архітектура в Болгарії — явище пізнє (порівняно з Грецією). На відміну від Сербії, середньовічна болгарська архітектура відзначається єдністю до кінця середньовіччя і не поділяється на локальні архітектурні школи. Щоправда, архітектура періодів двох болгарських царств відома за локальними групами пам'яток на невеликій території: доби Першого Болгарського царства — пам'ятками тодішніх столиць Плиски і Преслава, а також Охрида й Преспи в Македонії; Другого царства — переважно пам'ятками Месемврії (нині — Несебар) та тодішньої столиці — Велико-Тирново.

## Архітектура Фракії і Мезіі

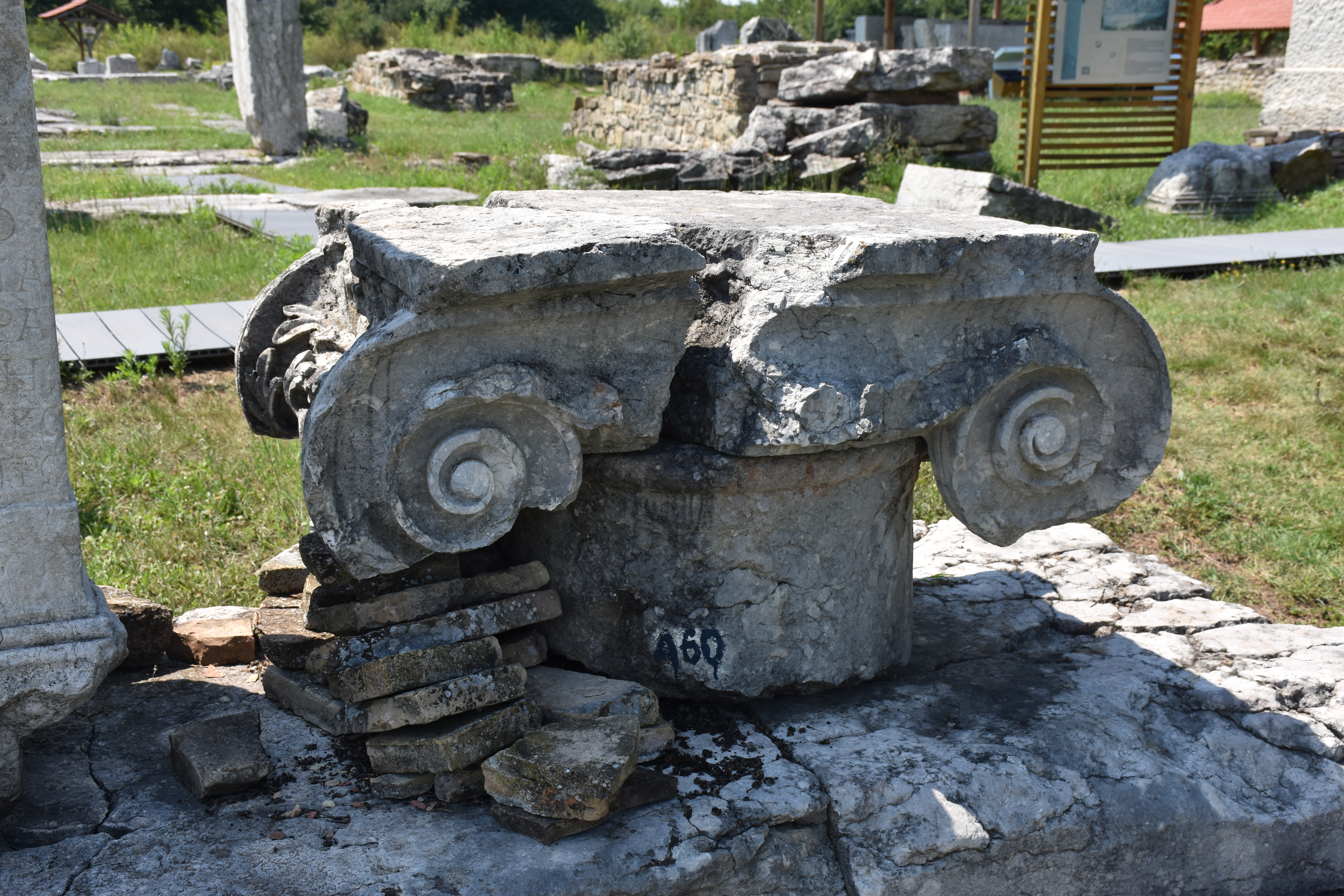
Нікополіс ад Іструм. Іонічна капітель форума.

Стародавнє місто Нікополіс ад Іструм мало форум розмірами 55х42 м, оточений портиками з іонічними колонами з трьох боків. Північний портик був прикрашений скульптурами богів на п'єдесталах. На схід від форуму п`ять східців вели на кардо майор, де був розташований невеликий храм з фронтоном, прикрашеним щитом і двома списами. Із заходу до форуму був розташований  булевте́рій з двома колонами корінфського ордеру. Повз нього проходив декуманос майор, що вів до театру.

###### Культова і житлова архітектура
Храм Асклепія складався із однієї зали 19 х 19 м. Всередині знаходилося священне джерело. Стіни муровані із цегли та каменю. Дерев'яне перекриття опиралось на стіни і внутрішні дерев'яні опори.
Вілли  складалися із комплексу будівель, із квадратним в плані укріпленим подвір'ям, із баштою в кожному куті.

## Ранньохристиянська архітектура
Фортець і базилік. Найбільша їх кількість була збудована за часів візантійського імператора Юстиніана І (527–565).
Відомі три варіанти базиліки: елліністична, склепінчаста і купольна. Елліністичні поширені на Чорноморському узбережжі, мали три нави, нартекс, апсиду, базилікальний розріз і дерев'яні перекриття (базиліка на Пиринч-тепе біля Варни, «Стара митрополія» в Месемврії другої половини VI).

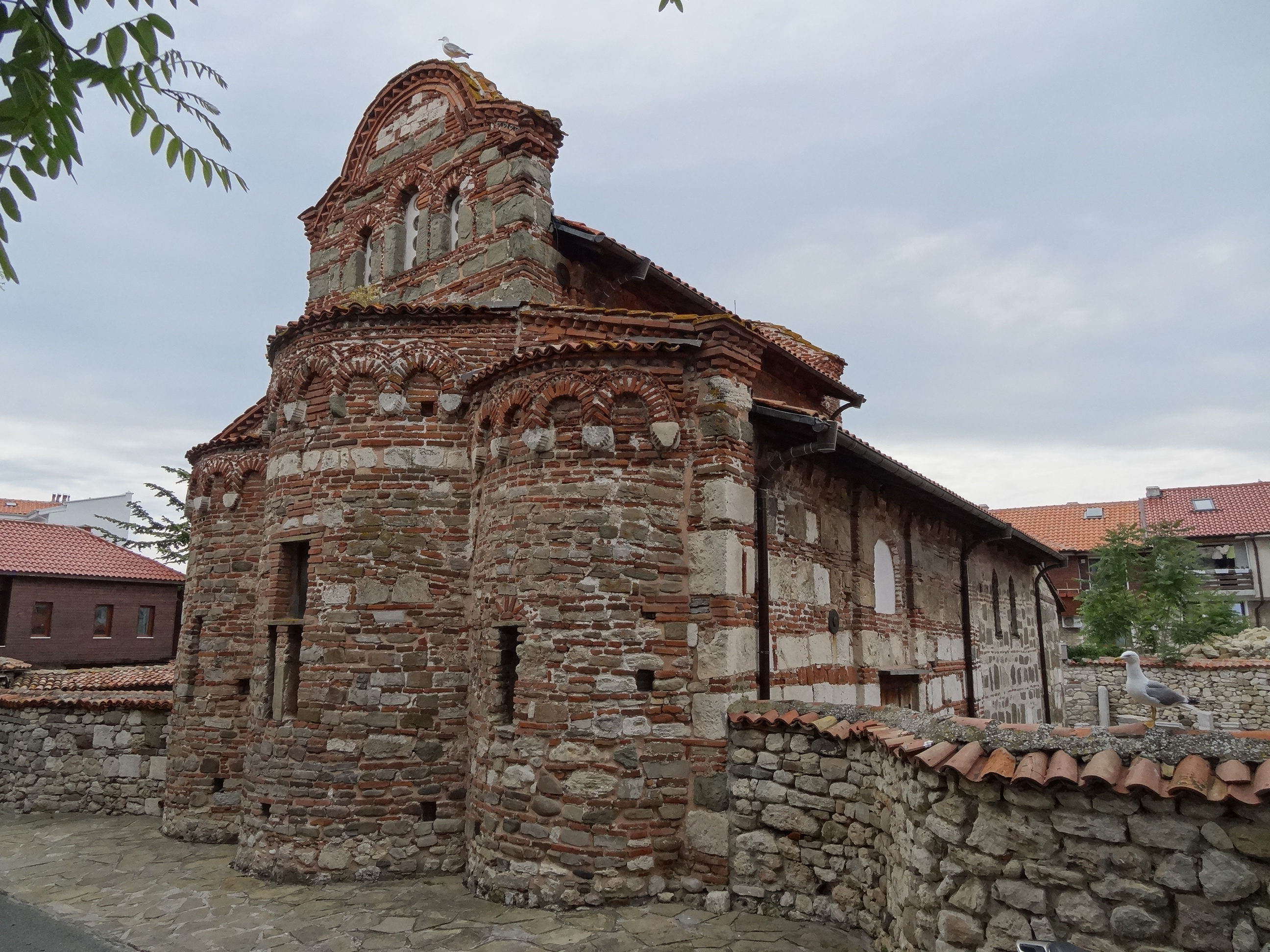
Базиліка св. Стефана. Несебир

Склепінчасті базиліки були також тринавовими, з нартексом і трьома апсидами (монастирська церква в Белово VI). Середня нава була перекрита циліндричним склепінням на підпружних арках, бічні — хрестовими склепіннями. Купольні базиліки мають аналогічну, але дещо ускладнену структуру (церква Єленського монастиря біля Пірдопа); частина середньої нави перед вімою була увінчана куполом, решта середньої нави перекривалася циліндричним склепінням; за типом ця базиліка близька до церкви Святої Ірини в Константинополі.
Розвинений тип купольної базиліки — собор Святої Софії в Софії VI, що має три нави, базилікальний розріз, розвинені трансепт і нартекс, фланкований каплицями; всі компартименти нав і нартекса перекриті хрестовими склепіннями; на середохресті — глухий купол на пандативах.
Інші типи храмів цієї доби: однонавові, хрещаті і центричні. Останній тип представляє «Червона церква» VI в Перуштиці під Пловдивом — тетраконховий храм з окружною галереєю і розвиненим нартексом з двома каплицями.

## Архітектура Першого Болгарського царства

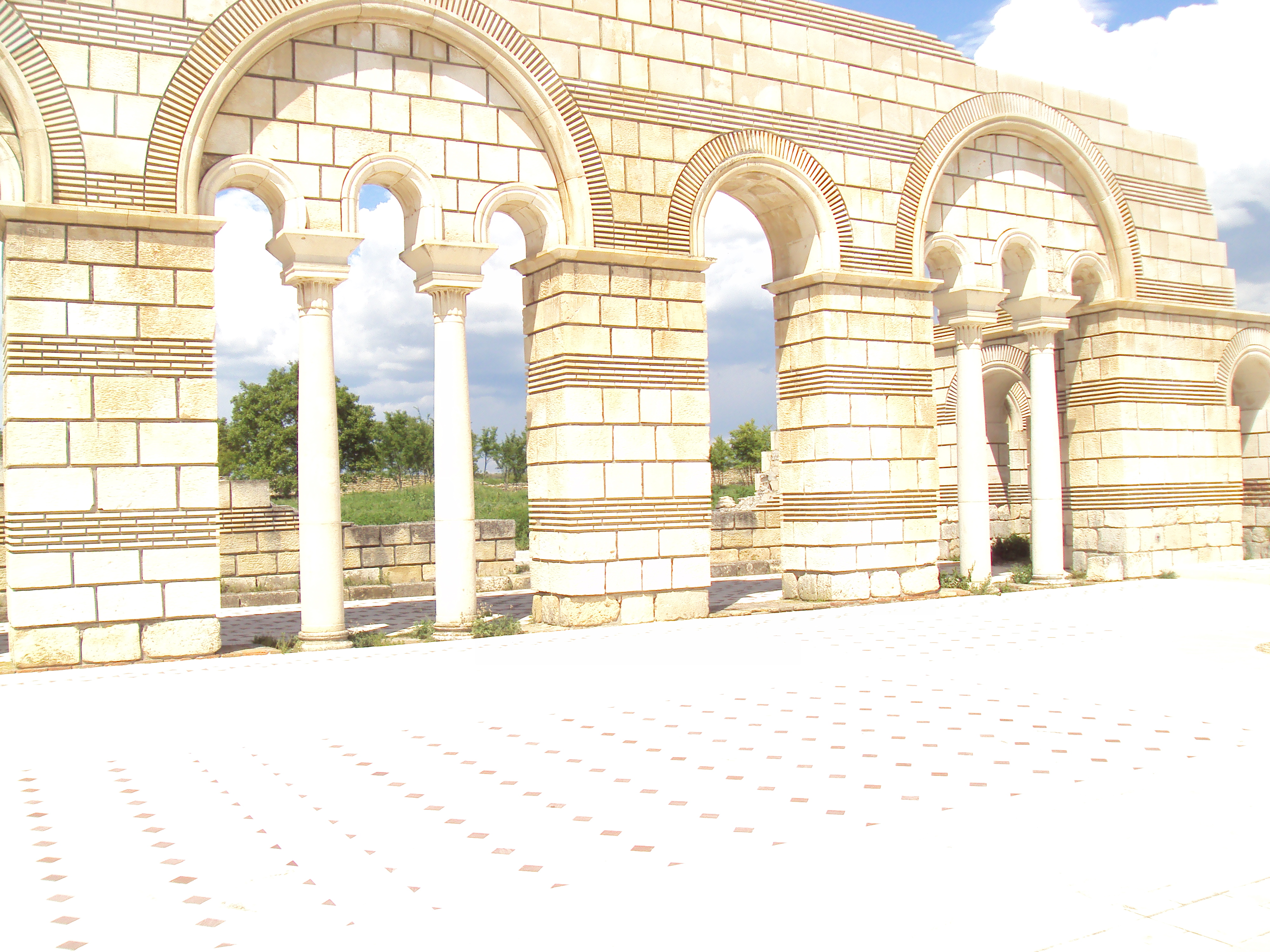
«Велика базиліка» в Плисці

Характеризується трьома основними групами пам'яток:
- Фортеці й монументальні палаци правителів у столицях — Плисці й Преславі початку X ст.
- «Велика базиліка» в Плисці, інші базилікальні церкви в Плисці й Охриді (ІХ-Х ст.).
- Хрестовокупольні храми в околицях Плиски і Преслави (Х-ХІ ст.).

Плиска і Преслав (Преслава) були послідовно резиденціями болгарських ханів і царів. Обидва міста, розташовані на високих пагорбах, мали дводільну структуру з чотирикутними мурованими цитаделями в центрі та зовнішнім містом, оточеним по периметру земляним валом з ровом (Плиска), муром (Преслав). Встановлено, що Преслав (893–972 рр.) будувався за зразком Плиски, про що свідчить, зокрема, ідентичність міських брам. Житлова забудова - прямокутні в плані будинки; стіни оздоблені каменем, деревом і розписами, покрівля – черепична. Збереглися також муровані фортеці поблизу Мадара та Охридська фортеця царя Самуїла. Мури викладалися з тесаного й ламаного каменю.
Збереглися рештки царських палаців у Плисці та Преславі, що були розвиненими комплексами мурованих будівель (тронний зал у Плисці у вигляді двоярусної базиліки з апсидою та двоповерховий житловий палац, початок IX ст.). Таким само базилікапьним, двоярусним був тронний зал у Преславі.
У другій половині IX ст. цар Борис збудував «Велику базиліку» у монастирі в Плисці — найбільшу церкву Болгарії (довжина — 99 м). Це була тринавова, триапсидна базиліка з нартексом, екзонартексом і розвиненим атріумом. За архітектурними формами — дуже архаїчна, близька до візантійських базилік VI ст. Тоді ж у Плисці було збудовано 8 однакових тринавових базилік меншого розміру (17,2х 13,2 м), також ще кілька менших базилік. До цього ж типу близькі Преславські базиліки. У Західній Македонії типом великого храму також була базиліка, у тому числі купольна — собор Св. Софії в Охриді X ст.
Унікальною пам'яткою цієї доби є центрична кругла церква в Преславі X ст. (900-х рр.), що складалася з ротонди, до якої прилягали 12 екседр (у тому числі вівтарна), а також притвора з вежами та атріуму (можливо, прибудованого дещо пізніше). Вона була палацовим храмом царя Симеона, котрий, імовірно, замовив майстрам відтворити один з храмів Константинополя, де він жив замолоду й отримав освіту. Це — вплив давніших візантійських центричних храмів, типу Сан-Вітале в Равенні.
Малі парафіяльні храми будувалися у вигляді хрестовокупольних чотири-або шестистовпних храмів, обов'язково з нартексом і одним куполом (церкви зламу Х-ХІ ст. монастиря Патлейн біля Преслави, атакожуПреславі). Відомі й чотиристовпні храми без нартекса — церква Іоанна в Месемврії XI ст. Рідше зустрічаються безстовпні купольні храми (храм у Виниці X ст.). Фасади всіх церков розчленовані глухими аркадами.
Баба Віда — середньовічна фортеця в місті Відін в північно-західній частині Болгарії, головна міська історико-архітектурна пам'ятка.
Складається з 2 основних фортечних стін та 4 веж. Будівництво фортеці почалося в Х столітті на місці давньоримської фортеці Бононія. За середньовіччя замок був важливим укріпленням в північно-західній частині країни.
Баба Віда витримав восьмимісячну облогу візантійської армії Василія ІІ (прозваного «Болгаробійцем»), але була зруйнована і відбудована під час правління Івана Срациміра.

## Архітектура Другого Болгарського царства

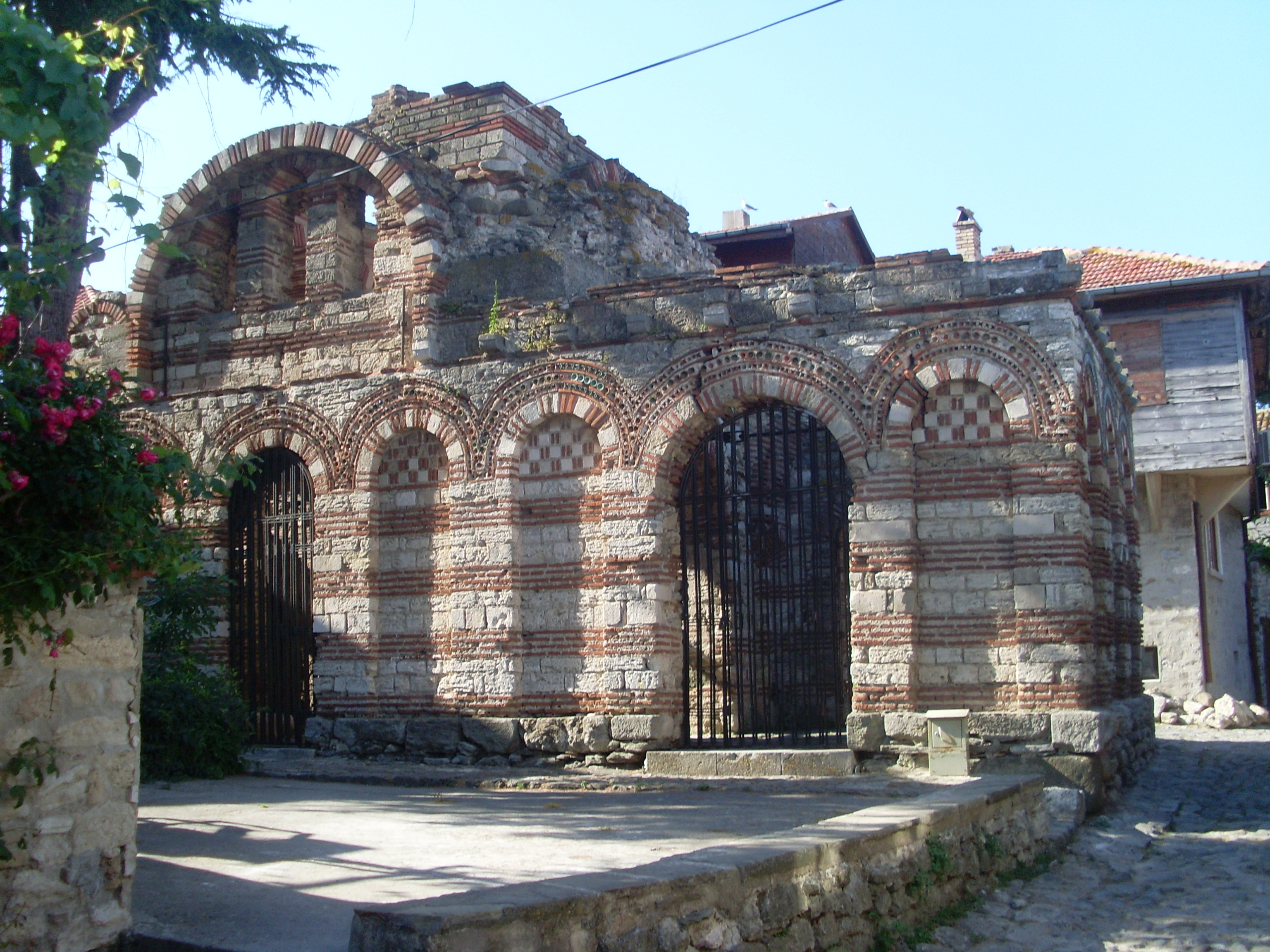
Церква св. Архангелів Михаїла і Гавриїла

Розвивалася після більш ніж півторасотлітньої перерви, яка сталася після знищення Візантією Першого Болгарського царства. Столицею відродженої держави стало нове місто Тирново (Велико Тирново), яке лишалося центром Болгарії понад 200 років. Будувалося багато мурованих фортець на неприступних пагорбах, з циліндричними, чотирикутними чи багатогранними баштами. Найкраще була укріплена столиця Велико Тирново, де на неприступній горі збудували компактний уфортифікований царський палац, що включав базилікальний тронний зал, церкву й житлові покої.
Основна архітектурна діяльність у цей час зосередилася в столиці та в Месемврії — важливому торговельному порту. Архітектура цієї доби подолала архаїзм і залежність від Константинопольської та Грецької шкіл візантійської архітектури й вирізняється великою своєрідністю. В цю добу завершилося формування самостійної Болгарської архітектурної школи, що була у візантійському культурному колі.
Характерними рисами є зменшення розмірів храмів і посилення декоративності. Зразком такої мініатюризації храму є Боянська церква поблизу Софії XII ст. з пізнішими прибудовами — безстовпна, однокупольна.
Пам'яткою доби візантійського панування є хрестовокупольна церква Земенського монастиря зламу XI–XII ст., увінчана одним куполом на високому світловому підбаннику, з двохуступчастими арками на фасадах.
Першою пам'яткою після звільнення від Візантії стала двоповерхова церква-усипальниця Петрицької Богородиці в Асеновій фортеці кінця XII ст. Це новий тип однонавовогооднокупольного видовженого храму з дзвіницею над нартексом.
Основні пам'ятки Месемврії першої половини XIV ст.: церкви Іоанна Алітургіта (Неосвяченого), Пантократора, Архангелів Гавриїла і Михаїла. Всі вони видовжені, триапсидні, з нар-тексами, дві перші — хрестовокупольні, тринавові, шестистовпні, остання — безстовпна. Вінчалися одним куполом на світловому підбаннику, якому композиційно підпорядковувалися від одного до семи глухих куполів на пандативах. Вони мають висотну композицію з підкресленими вертикальними тягами: їх фасади розчленовані лопатками, ритм яких не пов'язаний з членуваннями інтер'єру; лопатки вінчає глуха аркатура подвійногопрофілю. В муруванні застосовано білий камінь, червону цеглу, полив'яні кольорові розетки й чашечки, що створює активну поліхромію на фасадах.
У цю ж добу певного розвитку набули триконхові храми — під впливом архітектури Св. гори Афон (церква Погановського монастиря XIII–XIV ст.), а також безстовпні купольні та безкупольні церкви (церква Параскеви П'ятниці в Месемврії).

## Архітектура доби турецького панування

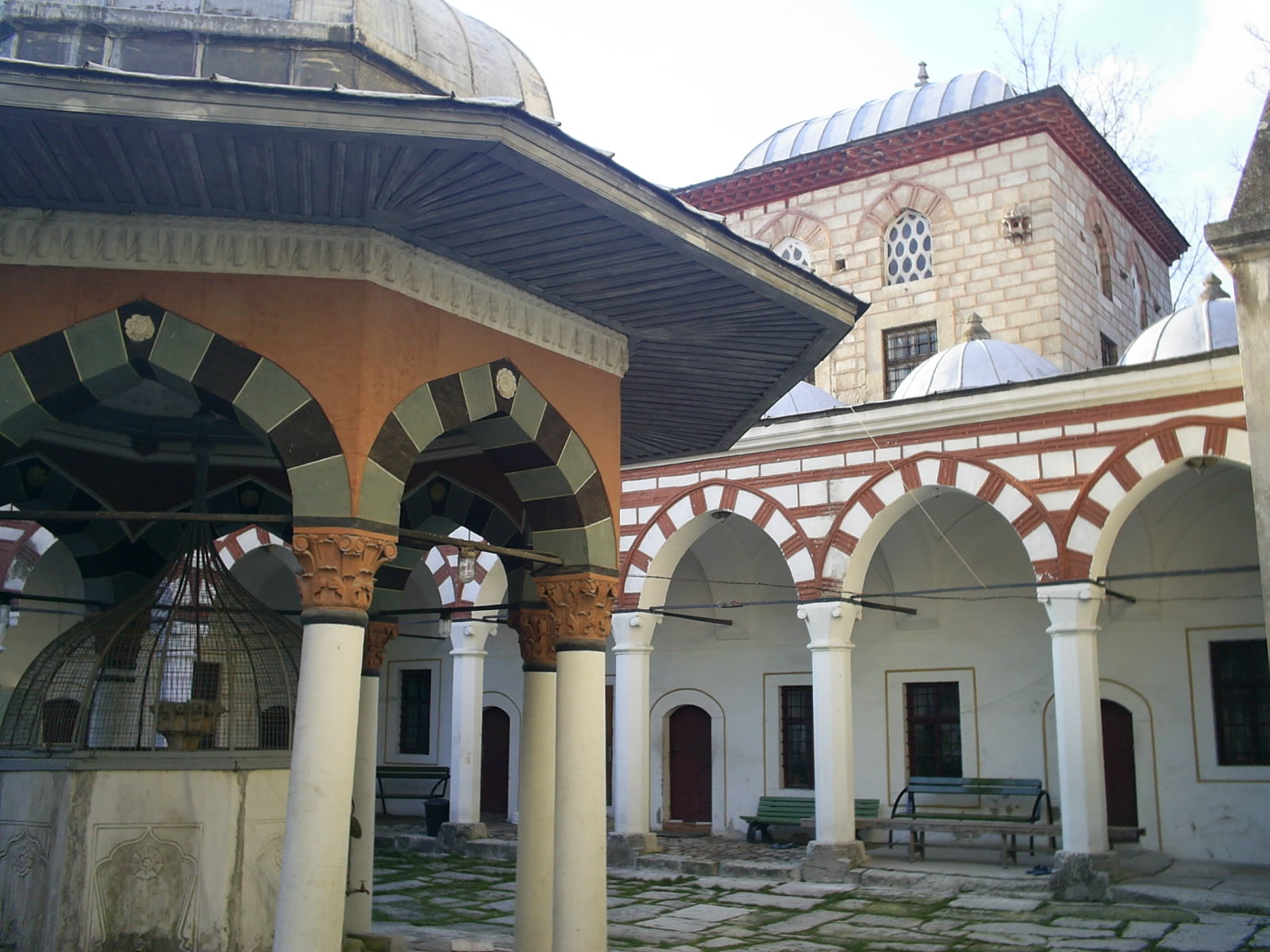
Внутрішній двір мечеті. Шумен

Виявляє всі риси занепаду, пов'язані з втратою державності, з турецькими руйнуваннями міст, фортець, монастирів і храмів, а також з забороною турецької влади будувати високі купольні церкви. Дозволялося будувати лише дерев'яні храми, низенькі або вкопані в землю. Тому при будівництві мурованих церков використовувався найпростіший тип — однонавовий, безстовпний, одно- або триапсидний, з циліндричним склепінням, з притвором або без нього (сім церков села Арбанасі). У кращих умовах був Бачковський монастир — ставропігія Константинопольського патріарха. Тут протягом першої половини XVII ст. збудовано комплекс мурованих споруд, згрупований навколо двох внутрішніх дворів, а також у 1604 р. — соборну церкву — хрестовокупольну, однобанну, триконхову.
Пам'яткою турецького панування лишилася мечеть Буюк-Джамі в Софії 1474.
З XVII ст. збереглися житлові будинки багатого села Арбанасі біля Тирново — дерев'яні, на високому мурованому з каменю цокольному поверсі, прямокутні в плані, з широкими звисами вальмового даху на кронштейнах.

##### Архітектура епохи болгарського Відродження

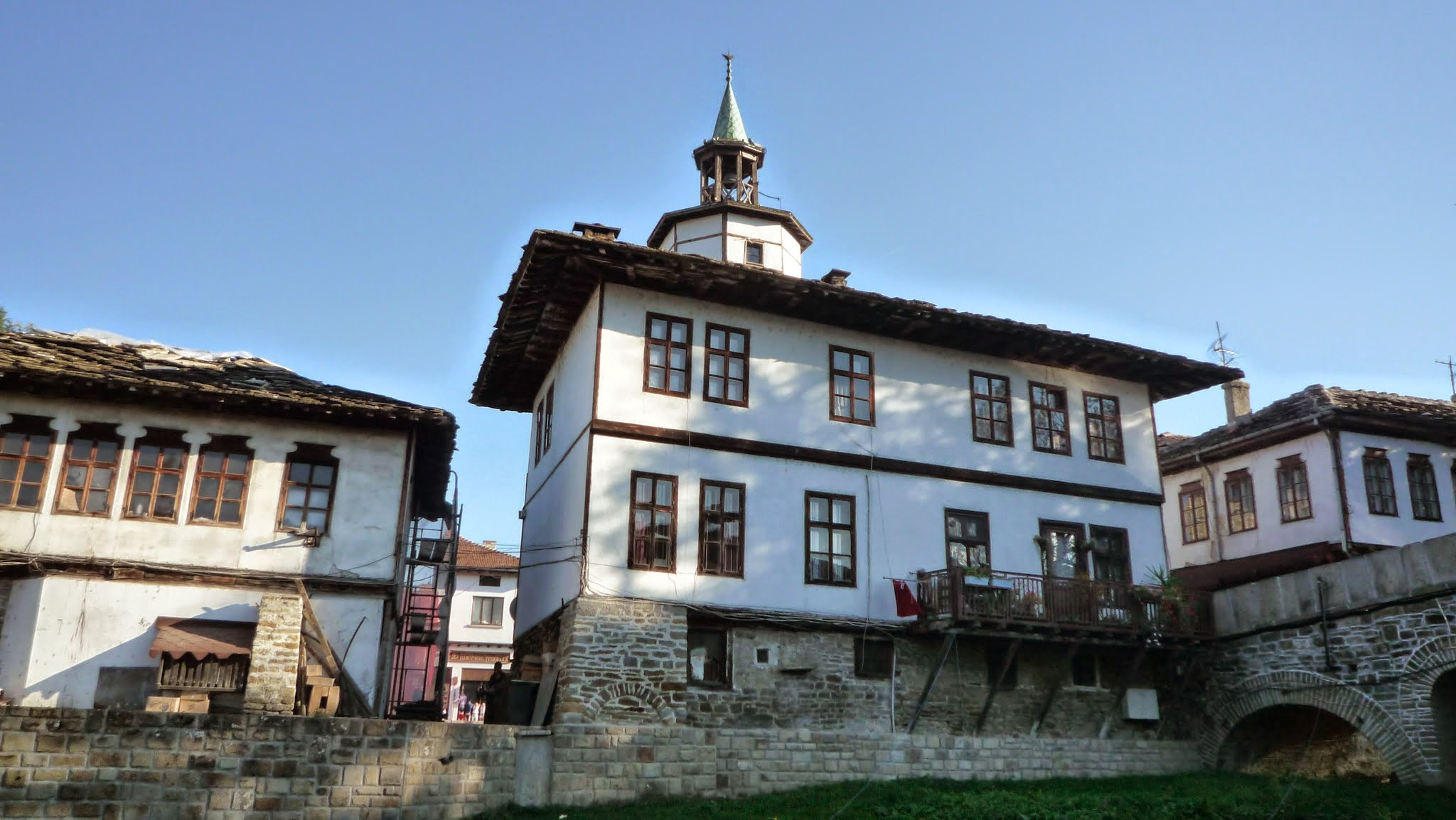
Житлові будинки і Годинникова вежа. Трявна

Наприкінці XVIII — на початку XIX ст. розпочалося відродження болгарської національної архітектури, пам'яткою якого є ансамбль Рильського монастиря 1816–1819. Коли архітектура храму не могла  виразити монументальності, архітектор використовував струнку окремо стоячу дзвіницю , яка підсилювала сприйняття великого корпусу храму, та сприяла формуванню міського силуету.
Після визволення Болгарії від турецького панування архітектура розвивалася в річищі історизму під визначальним впливом архітектури Російської імперії та за участю провідних російських архітекторів — Собор Александра Невського в Софії (1904–1912), архітектор О. Померанцев.

## Архітектура нової Болгарії

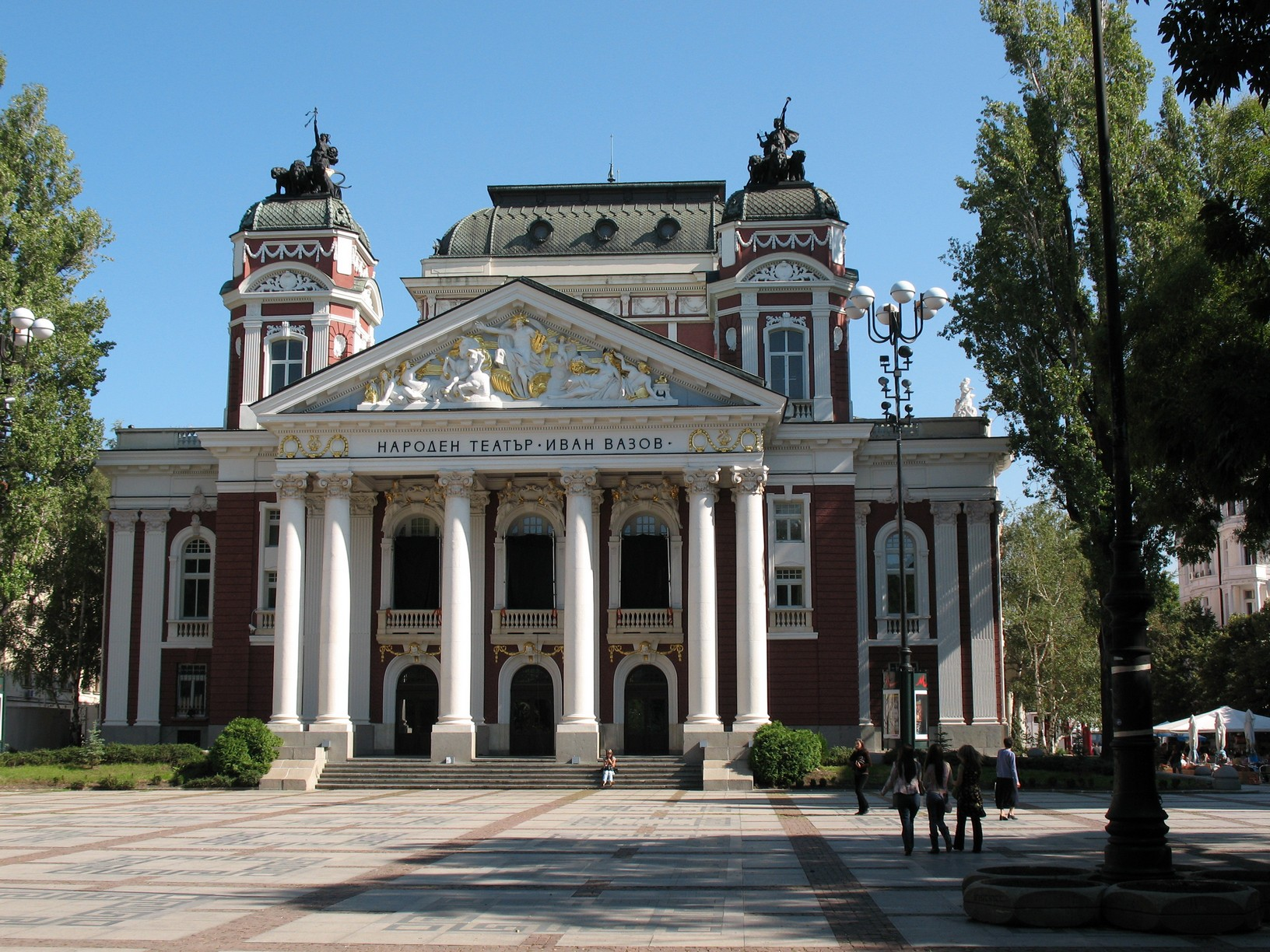
Народний театр "Іван Вазов". Софія

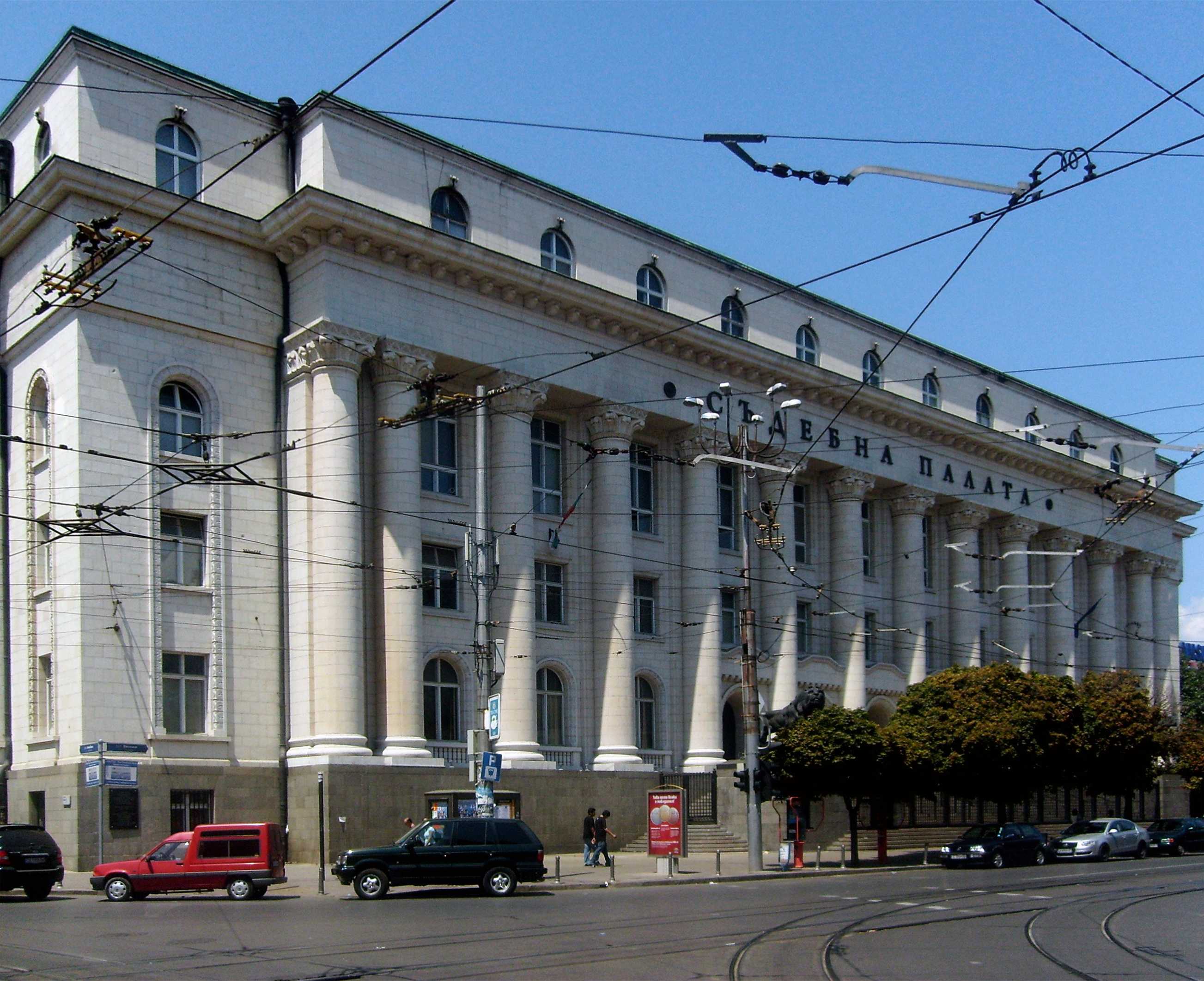
Судова палата (Софія)

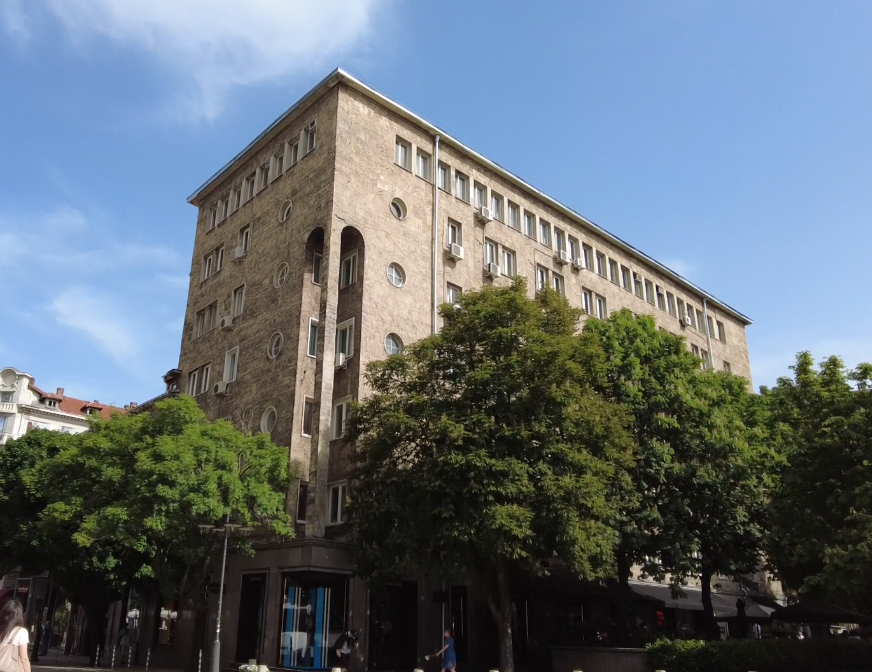
Місце єпископа Софії, 1932-34

Найпомітнішим архітектурним явищем Болгарії після звільнення від Туреччини став палац «Евксиноград» (болг. Дворецът «Евксиноград»), який розташований на північ від Приморського парку міста Варна. Побудований як літня резиденція князя Александра I Батенберга. Перший проєкт підготував австрійський архітектор Віктор Румпельмаєр у французькому шато-стилі. Проте проєкт закінчив швейцарець Герман Маєр спільно з болгарським колегою Ніколою Лазаровим (1890-ті роки).Також за проєктом Н. Лазарова  в 1912 р у Варні було побудовано Національний театр ,фасади якого створюють враження пластикою французького  бароко .
Готика практично не представлена у Болгарії, хоча неоготичні будови зустрічаються ще у часи турецького панування. 1890 в Русе італійський архітектор Валентино спроєктував римо-католицький собор Святого Павла.
Храм-пам'ятник св. Александра Невського (болг. Храм-паметник „Свети Александър Невски") — кафедральний собор патріарха Болгарської православної церкви. Собор побудований за проєктом учня італійських скульпторів Олександра Помаранцева. Храм побудований у неовізантійському стилі і розташований у центрі міста Софії.
Яскравим прикладом неокласицизму є Судова палата в Софії (1926 —1940 роки), що займає цілий квартал болгарської столиці.